# Chiasmodon braueri
Chiasmodon braueri — вид лучепёрых рыб семейства живоглотовых. В состоянии проглотить добычу крупнее самого себя, при этом у него сильно растягивается желудок, а сердце смещается в сторону. Максимальная длина тела 4,4 см. Морские пелагические глубоководные рыбы, встречающиеся на глубине от 150 до 2326 м в западной части Индийского океана (море Банда) и на востоке Атлантического океана (05°05' с. ш., 13°27' з. д.). Безвредны для человека и не являются объектами промысла.